# Капан-Алту
Капан-Алту (порт. Capão Alto)  —  муниципалитет в Бразилии. входит в штат Санта-Катарина. Составная часть мезорегиона Серрана. Входит в экономико-статистический  микрорегион Кампус-ди-Лажис, который входит в Серрана. Население составляет 3150 человек на 2006 год. Занимает площадь 1 335,280 км². Плотность населения — 2,4 чел./км².

## Статистика
- Валовой внутренний продукт на 2003 составляет 25 808 556,00 реалов (данные: Бразильский институт географии и статистики).
- Валовой внутренний продукт на душу населения на 2003 составляет 8352,28 реалов (данные: Бразильский институт географии и статистики).
- Индекс развития человеческого потенциала на 2000 составляет 0,725 (данные: Программа развития ООН).